# Sant'Agnese fuori le Mura (församling)
Sant'Agnese fuori le Mura är en församling i Roms stift.
Till församlingen Sant'Agnese fuori le Mura hör följande kyrkobyggnader och kapell:
- Sant'Agnese fuori le Mura
- San Giuda Taddeo
- Santa Costanza
- Cappella di San Leone Magno